# Iglesia del Rosario (Zafra)

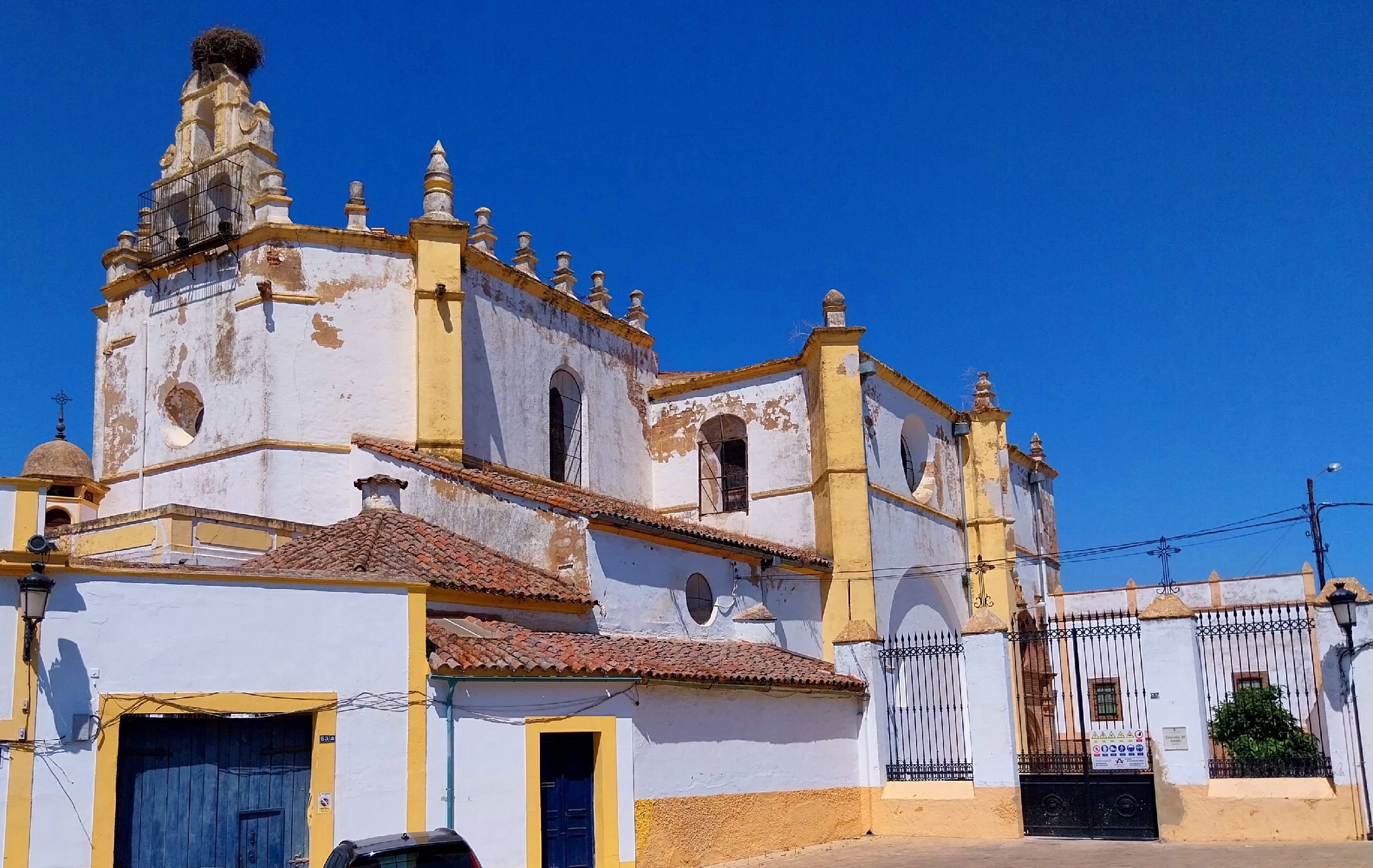
Iglesia del Rosario de Zafra (2024).

La iglesia del Santísimo Cristo del Rosario de la localidad de Zafra (provincia de Badajoz, Extremadura, España) fue construida durante el siglo XVI.

## Apunte histórico
El edificio actual ocupa las antiguas dependencias del convento de dominicos de Nuestra Señora de la Encarnación, o de la Mina, convento fundado en 1528 extramuros de la villa, pero muy cercano a la puerta norte de la muralla (Puerta de Badajoz). Fue edificado en terrenos cedidos por las dominicas del Convento de Santa Catalina de Zafra bajo el patronazgo de doña María Manuel de Figueroa, hija legitimada de Gomes II Suárez de Figueroa, II Conde de Feria y la condesa de Medellín por su matrimonio con Juan Portocarrero, II Conde de Medellín.
Las obras se prolongaron durante bastante tiempo, hasta el punto que en 1544 la capilla mayor de la iglesia estaba sólo comenzada y prácticamente no había nada construido de las dependencias conventuales; el cerramiento lo hace el maestro Francisco Montiel en 1580 y la obra termina en 1590 con las trazas originales del convento alteradas, dando como resultado una iglesia original para esta zona.

## La iglesia
El retablo fue obra del entallador Blas de Figueredo y del pintor Francisco Gómez, ambos residentes en Zafra, y la reja de la capilla mayor de Gonzalo Martínez.
Durante el siglo XVII se fábrica el claustro occidental, actualmente en lamentable estado de conservación, para sustituir al proyectado en el siglo XVI, que no pasó de un estado incipiente debido a las dificultades económicas que el convento y la hacienda de la protectora arrastraban.
El claustro del siglo XVII es mucho más modesto que el inicialmente proyectado en el XVI y al parecer se pensó una segunda planta que nunca se construyó.
Templo de grandes dimensiones, fue incendiado por los franceses en 1810. El incendio llevó casi a la ruina al templo y se perdieron retablo, altares y ornamentación, pero afortunadamente no la imagen del Cristo del Rosario. Esta imagen, de autor desconocido, cuenta el cura Vivas en su libro “Glorias de Zafra” que llegó a Zafra a principios del siglo XVII, pero quizá llegó entre 1575 y 1580; desde entonces, es objeto del fervor de la ciudad, que ha recurrido a ella en épocas de calamidades, y de una bonita leyenda acerca de la reposición milagrosa de uno de sus brazos. 
El templo fue rehecho a partir de 1816 con las limosnas de los fieles de Zafra. Cuando fue abandonado en el siglo XIX por los dominicos, el Obispado de Badajoz lo cedió a los claretianos (1881) que tenían en él un seminario y mantuvieron la devoción al Cristo del Rosario, un Cristo muy querido por las personas creyentes de la ciudad de Zafra.

## Culto
La iglesia del Rosario es un templo religioso de culto católico bajo la advocación de Cristo del Rosario.
Actualmente el templo sigue abierto al culto, perteneciendo a la parroquia de la Candelaria. Es sede de dos de las cofradías que procesionan en la Semana Santa en Zafra y en él se sigue venerando al Cristo del Rosario.
- Otras veneraciones:

## Imágenes

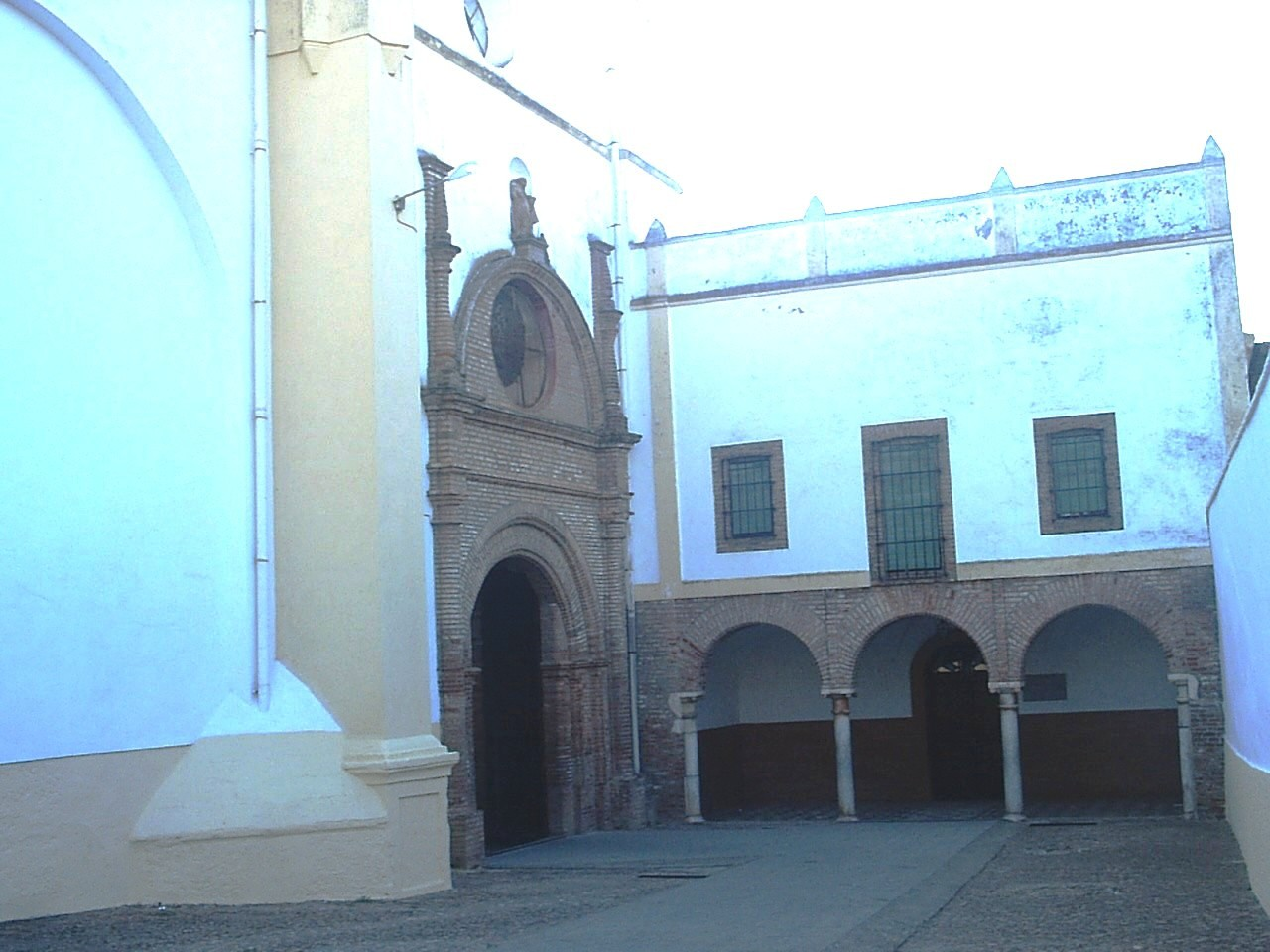
Iglesia del Rosario de Zafra en la actualidad.
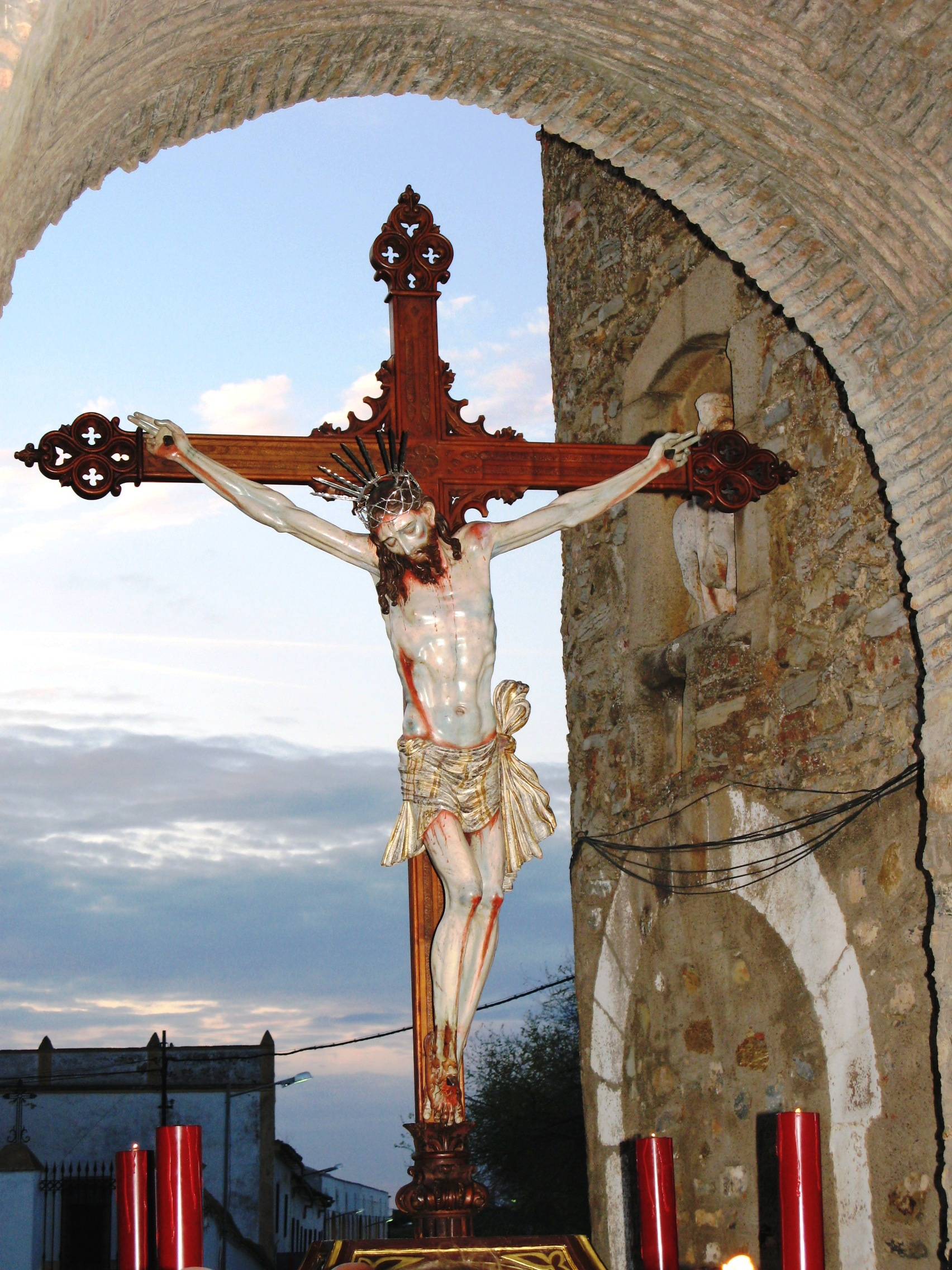
Cristo del Rosario en procesión, año 2007.
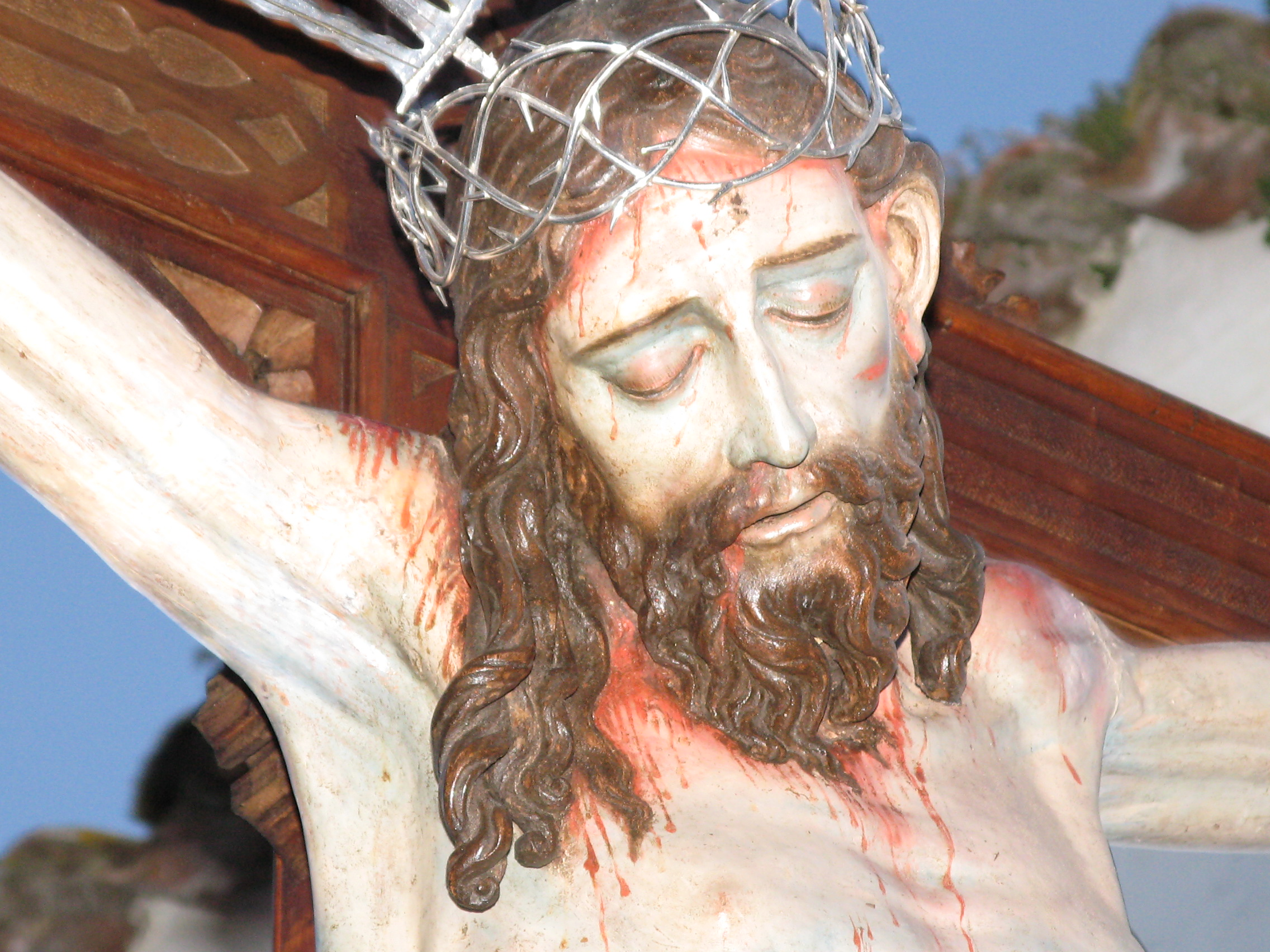
Cristo del Rosario.